# Глизе 832 c
Глизе 832 c — экзопланета в созвездии Журавля, обращающаяся вокруг красного карлика Глизе 832. Находится на расстоянии примерно 16 световых лет от Солнца.
Планета имеет индекс подобия Земле 0,81 — один из самых высоких таковых показателей среди всех известных экзопланет.
Глизе 832 с имеет массу примерно в 5,4 раза больше, чем масса Земли. Орбита планеты имеет относительно высокий эксцентриситет. Период обращения вокруг материнской звезды составляет примерно 36 дней. Её температура, по прогнозам, довольно похожа на земную, но подвержена значительным колебаниям по мере её вращения вокруг своей звезды. Средняя температура планеты, по прогнозам, составляет 253 K (−20 °C). Тем не менее, она может иметь плотную атмосферу, которая могла бы сделать климат на ней намного жарче, а её саму — похожей на Венеру.
Планета является представителем «суперземель», обращающихся в зоне обитаемости. Хотя планета находится гораздо ближе к своей звезде, чем Земля от Солнца, она получает примерно столько же энергии от красного карлика, сколько Земля получает от жёлтого карлика.
Глизе 832 с была обнаружена международной командой астрономов во главе с Робертом А. Виттенмейером. Это одна из самых близких к Земле потенциально обитаемых экзопланет.
Первооткрыватели этой планеты описали её как «ближайший лучший мир-кандидат на обитаемость на сегодняшний день».
В настоящее время[когда?] изучение планеты на предмет возможности существования на ней жизни продолжается.
Существование планеты было опровергнуто в 2022 году  после уточнения периода вращения звезды (37,5+1,4-1,5 дней), который соответствует ранее определённому орбитальному периоду предполагаемой планеты "c" (35,68 ± 0,03 дня).